# Intersecting Storage Rings
ISR (англ. Intersecting Storage Rings) — первый в мире адронный коллайдер, работавший в международном научном центре ЦЕРН в 1971—1984 годах. Строительство машины началось в 1966 году, в 1971 году в оба кольца были захвачены пучки, на начальном этапе с импульсом 15 ГэВ/c.
Максимальная энергия протонов в ISR составила 31.5 ГэВ. В основном ISR работал в режиме протон-протонных столкновений, светимость коллайдера росла, достигнув в 1973 году проектного значения 4×1030см−2с−1, и значительно превысив его к закрытию машины в 1984 году, составив 1,4×1032см−2с−1. Этот рекорд светимости адронных коллайдеров был превзойдён лишь в 2004 году на Тэватроне. Кроме того в ISR проводились эксперименты с ускорением пучков дейтронов, также коллайдер работал в режиме протон-антипротонных столкновений, со светимостью 2,5×1028см−2с−1.
| Основные параметры синхротрона | Основные параметры синхротрона |
| ------------------------------ | ------------------------------ |
| Энергия протонов, E            | 28 ГэВ                         |
| Периметр, П                    | 942.66 м                       |
| Число пересечений              | 8                              |
| Угол пересечения               | 14.7885°                       |
| Поле поворотных магнитов, H0   | 12 кГс                         |
| Сечение вакуумной камеры       | 160×52 мм²                     |
| Общий вес магнитной системы    | 5500 т                         |
| Частота ВЧ, f0                 | 3.53 МГц                       |
| Кратность ВЧ, q                | 30                             |
| Число ВЧ-резонаторов           | 6                              |
| Бетатронные частоты, νx, νy    | 8.9, 8.9                       |

Программа по физике элементарных частиц на ISR не увенчалась значительными открытиями, хотя на коллайдере работал ряд детекторов (R105, R108, SFM, AFS), и отрабатывалось использование различных отдельных систем детектирования. В 1974 году на ISR наблюдали J/ψ-мезон, открытый несколькими месяцами раньше в лабораториях SLAC и BNL, а в 1977 году наблюдался и ϒ-мезон, также открытый чуть ранее в Фермилабе.
Основные достижения ISR связаны с получением высокого вакуума (3×10−12 Торр), с использованием систем обратной связи для подавления коллективных неустойчивостей, и, конечно, с разработкой и применением стохастического охлаждения. Метод стохастического охлаждения предложил Симон Ван дер Меер, впервые он был успешно применён на ISR, а позже на работавшем в режиме протон-антипротонных столкновений коллайдере SppS, что позволило получить достаточную интенсивность пучков и, в свою очередь, открыть W- и Z-бозоны. За изобретение стохастического охлаждения Ван дер Меер разделил Нобелевскую премию с Карло Руббиа в 1984 году.